# アデイマントス (アテナイの将軍)
アデイマントス（古代ギリシア語: Αδείμαντος, ラテン文字転記：: Adeimantos、生没年不明）は、ペロポネソス戦争末期のアテナイの将軍である。
アデイマントスはレウコロピデスの子である。アデイマントスは紀元前407年にアテナイに離反したアンドロスへの遠征軍の指揮官（ストラテゴス）の一人になり、アンドロスを破った。翌紀元前406年のアルギヌサイの海戦の後、アデイマントスは再び将軍の一人に任じられた。しかし、アデイマントスらの率いるアテナイ艦隊は紀元前405年のアイゴスポタモイの海戦でリュサンドロス率いるスパルタ艦隊の奇襲を受け、決定的な敗北を喫した。この時アデイマントスは捕虜になったが、他の捕虜が皆殺しにされた中、かつてアテナイで捕虜の右腕を切り落とす提議がなされた時にただ一人反対したため、捕虜のうち彼一人だけが助命された。しかし、この措置はアテナイ人にアデイマントスに対する疑いを抱かせ、アイゴスポタモイの敗北はアデイマントスとテュデウスがリュサンドロスから賄賂を受け取ったからであるとの嫌疑を受け、同じくアイゴスポタモイの海戦に参加した将軍であったが、敗色が濃いと見るや逃亡したコノンによって売国の廉で告発された（しかし、裁判の結果は不明である）。このコノンによる告発は敗戦の責任をアデイマントスに押し付けるためのものであったと考えられている。その後アデイマントスがどうなったのかは不明である。

## 註
1. ↑  クセノポン, I. 4. 21-22
2. ↑  クセノポン, I. 7. 1
3. ↑  クセノポン, II. 1. 30-32
4. ↑  パウサニアス, X. 9. 11
5. ↑  デモステネス, 「使節職務不履行について」, 191
6. ↑  澤田, p.185